# James Whistler (personaj Prison Break)
James Whistler este un personaj din serialul tv american Prison Break, interpretat de actorul Chris Vance.